# 543060 Liefke
543060 Liefke este o planetă minoră (asteroid) din centura de asteroizi. A fost descoperită pe 5 septembrie 2013 la  de Jost Jahn⁠(d) și a fost numită după Carolin Liefke⁠(d). 
Obiectul prezintă o orbită caracterizată de o semiaxă mare de 3,1905683772942 UAi, o excentricitate de 0,21113952033759, o înclinație de 5,9466172522881 ° în raport cu ecliptica.